# Reima Virtanen
Reima Virtanen est un boxeur finlandais né le 5 novembre 1947 à Kemi.

## Carrière
Il remporte aux Jeux olympiques d'été de 1972 à Munich la médaille d'argent dans la catégorie poids moyens.

## Palmarès

### Jeux olympiques
- Médaille d'argent en -75 kg aux Jeux de 1972 à Munich,  Allemagne